# Kazimierz Stabrowski

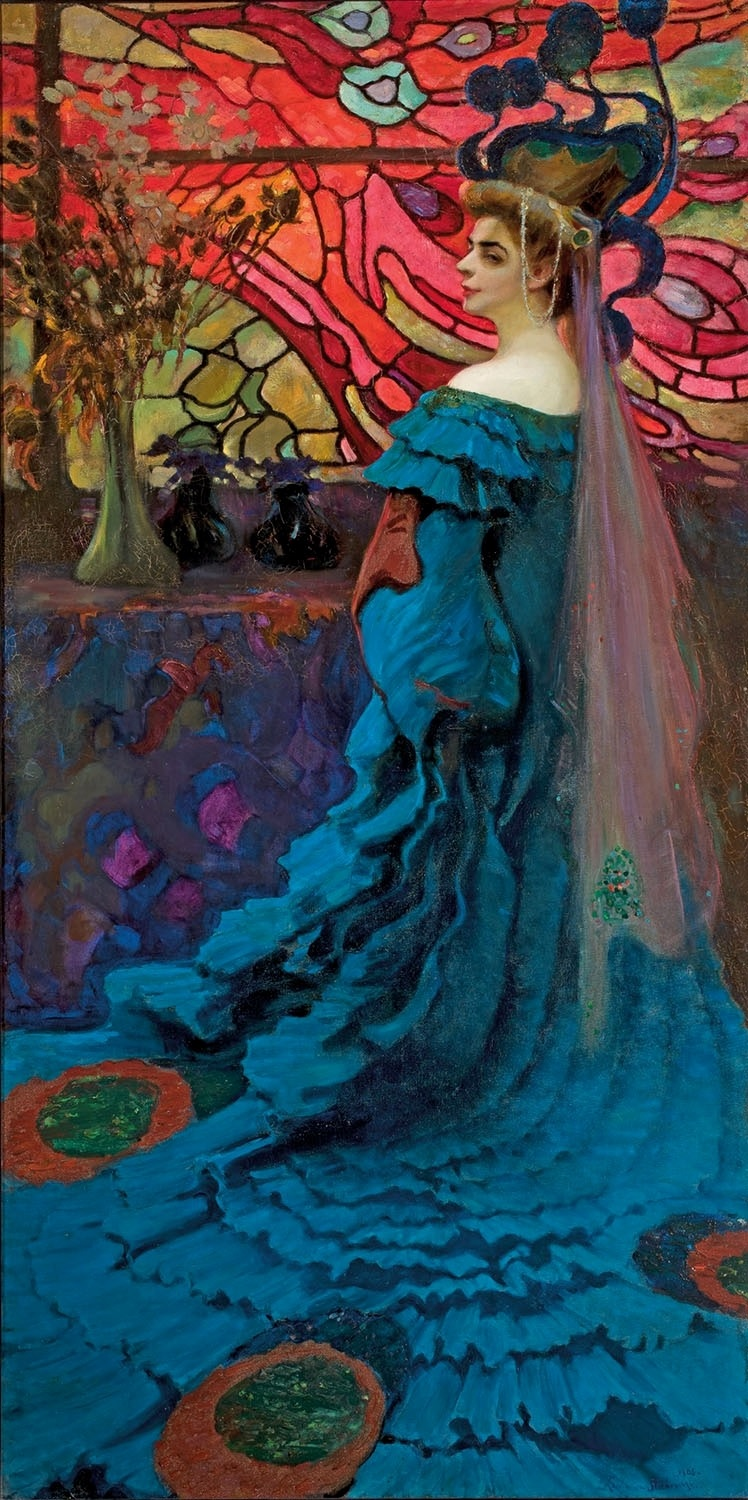
Frau vor einem Glasfenster. Der Pfau, 1908, Bildnis der Zofia Borucinska, Nationalmuseum Warschau

Kazimierz Stabrowski (* 21. November 1869 in Kruplany bei Nowogródek; † 10. Juni 1929 in Garwolin) war ein polnischer Maler und Rektor der Kunstakademie in Warschau.

## Leben
Stabrowski wurde in Wilna als Kind einer Grundbesitzer-Familie geboren. In den Jahren 1880 bis 1887 besuchte er die Realschule in Białystok. Von 1887 bis 1897 studierte Stabrowski mit Unterbrechungen an der Russischen Kunstakademie in St. Petersburg unter Pawel Petrowitsch Tschistjakow und (später) Ilja Jefimowitsch Repin. In Anerkennung seines künstlerischen Verständnisses und seiner Leistungen wurde Stabrowski zum Mitglied der Ausstellungsjury der Universität St. Petersburg ernannt. Im Jahr 1893 unternahm er eine Studienreise in den Osten, während der er Beirut, Palästina, Odessa, Konstantinopel, Griechenland und Ägypten besuchte. Im Jahre 1894 zog er nach Deutschland. 1897 setzte er seine Ausbildung an der Académie Julian in Paris fort, hier lernte er Jean-Joseph Benjamin-Constant und Jean-Paul Laurens kennen und schätzen. Seit 1900 lebte er in Warschau, wo er zunächst mit Konrad Krzyżanowski eine private Malschule gründete. Im Jahr 1902 heiratete er Julia Janiszewska, eine Bildhauerin, die er an der Akademie von St. Petersburg kennengelernt hatte. 1902 wurde er auch Mitglied der Towarzystwo Artystów Polskich „Sztuka“. Sein großes Verdienst lag in der Wiedergründung der Warschauer Kunsthochschule am 19. März 1904. Von 1904 bis 1909 war Stabrowski erster Rektor dieser Hochschule. In den Jahren 1909 bis 1913 bereiste er Deutschland, Frankreich, Schweden, Spanien, Italien und die Kanarischen Inseln. Die Sommermonate verbrachte er in Lūznava Hof (Dłużniew) in Lettland. Während des Ersten Weltkriegs hielt er sich in St. Petersburg auf.

## Werk
Anfangs malte Stabrowski in akademischer Malweise; später entwickelte er einen eigenen, sehr dekorativen Stil, der eine Nähe zum Kunstverständnis der Secession zeigt. Stabrowski malte figurale Kompositionen mit Themen aus Märchen, Legenden und der Geschichte. Es entstanden symbolisch überhöhte Werke, die fantastisch, manchmal mythisch anmuten und mit Elementen des Jugendstils kombiniert wurden. Das Interesse von Stabrowski an der Theosophie ist erkennbar.  Daneben schuf er Porträts und symbolische Landschaften. Es gibt Analogien zu Techniken und Stil der einflussreichen russischen Künstlergruppe Mir Iskusstwa.
Im Jahr 1900 nahm Stabrowski an der Weltausstellung in Paris teil, wo er eine große silberne Medaille für sein Gemälde „Cisza Wsi“ (deutsch: Stille des Dorfes) erhielt. Seine Werke wurden auch auf Ausstellungen in München (1901) und Venedig (1903) vorgestellt. Das Bild „Biała noc w Petersburgu“ (deutsch: Weisse Nacht in St. Petersburg); wurde für die Sammlungen der Neuen Pinakothek München angekauft, und das Landschaftsgemälde „Zmierzch w Łazienkach“ (deutsch: Dämmerung im Łazienki-Park) erwarb das venezianische „Museum für Moderne Kunst Ca’ Pesaro“. Dort fand im Jahr 1915 auch eine Retrospektive seiner Werke statt. Eine weitere wichtige Präsentation des Künstlers fand 1916 in Moskau statt. Viele seiner Werke befinden sich heute im Warschauer Nationalmuseum.